# Baypark Stadium
Baypark Stadium – wielofunkcyjny stadion znajdujący się w Mount Maunganui w Nowej Zelandii, służący przede wszystkim do rozgrywania meczów rugby union oraz zawodów motorowych.
Inicjatorami budowy stadionu byli miejscowi entuzjaści sportów motorowych, których obiekt został zamknięty w 1995 roku robiąc miejsce pod zabudowę mieszkalną. Jego budowa rozpoczęła się w 2000 roku, a oficjalne otwarcie miało miejsce rok później. W 2006 roku za 5,5 miliona NZD zbudowano zadaszenie nad piętnastoma tysiącami miejsc, natomiast w roku 2011 po kosztującej 850 tysięcy NDZ rozbudowie pod dachem znalazły się pozostałe.
Stadion posiada 17 500 stałych miejsc siedzących na krytych trybunach, a jego pojemność można w miarę potrzeby zwiększyć do 19 700 miejsc. W kompleksie znajdują się również boisko treningowe, hale sportowe, pomieszczenia dla mediów oraz centrum konferencyjne, infrastrukturę dopełnia parking na 4000 pojazdów.
Jest siedzibą regionalnego związku rugby Bay of Plenty Rugby Union oraz jednym z dwóch, prócz Rotorua International Stadium, domowych obiektów występującego w National Provincial Championship zespołu Bay of Plenty. Okazjonalnie gości również spotkania Chiefs w rozgrywkach Super Rugby.
Gliniasty tor do sportów motorowych ma 431 metrów długości, przy szerokości na prostych i na łukach odpowiednio 10 i 12 metrów. Włodarze obiektu planowali rozegranie na nim Grand Prix Nowej Zelandii na żużlu, jednak do zawodów nie doszło z powodów finansowych.
W styczniu 2014 roku obiekt gościł pierwsze na świecie zawody motorówek rozegrane na stadionie. W celu ich przeprowadzenia wywieziono około 1800 metrów sześciennych ziemi.